# 法國電視Ô台
法國電視Ô台（France Ô）是法國的電視頻道，由法國電視台運營，播出和法國海外省与海外集体有关的节目。頻道於1998年3月25日開播，當時以作為頻道名稱；2005年2月更名為「法國電視Ô台」。2020年8月31日，法國電視Ô台因收视率低迷被法国政府关闭。
該頻道為法國海外領地廣播電視第一台的国内版本。

## 外部来源
1. ↑  . ozap.com.   [2020-09-02]. （原始内容存档于2021-03-22） （法语）.

## 外部連結
- 官方網站 （页面存档备份，存于）（法文）